# Villa La Sfacciata

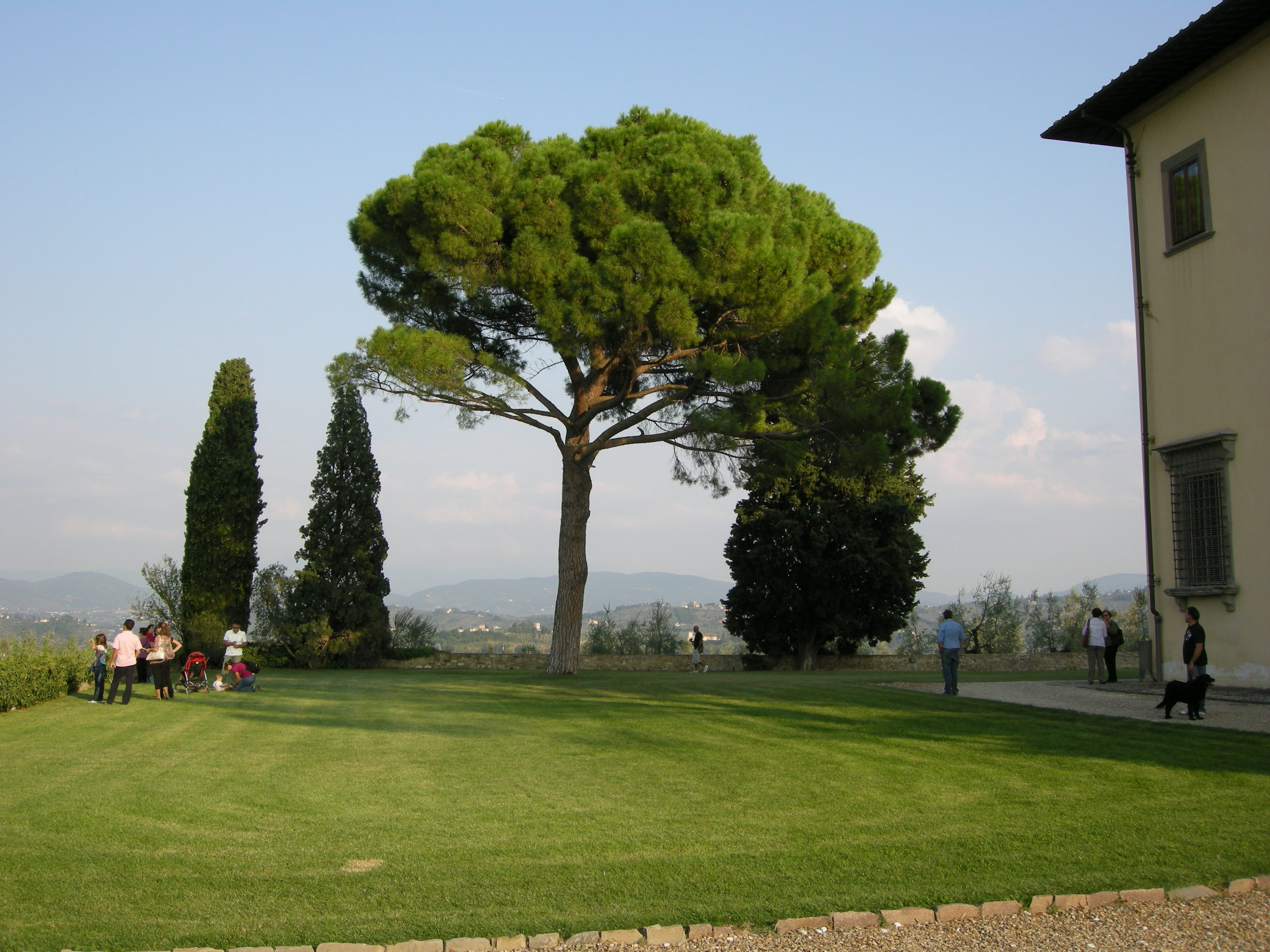
La terrazza panoramica

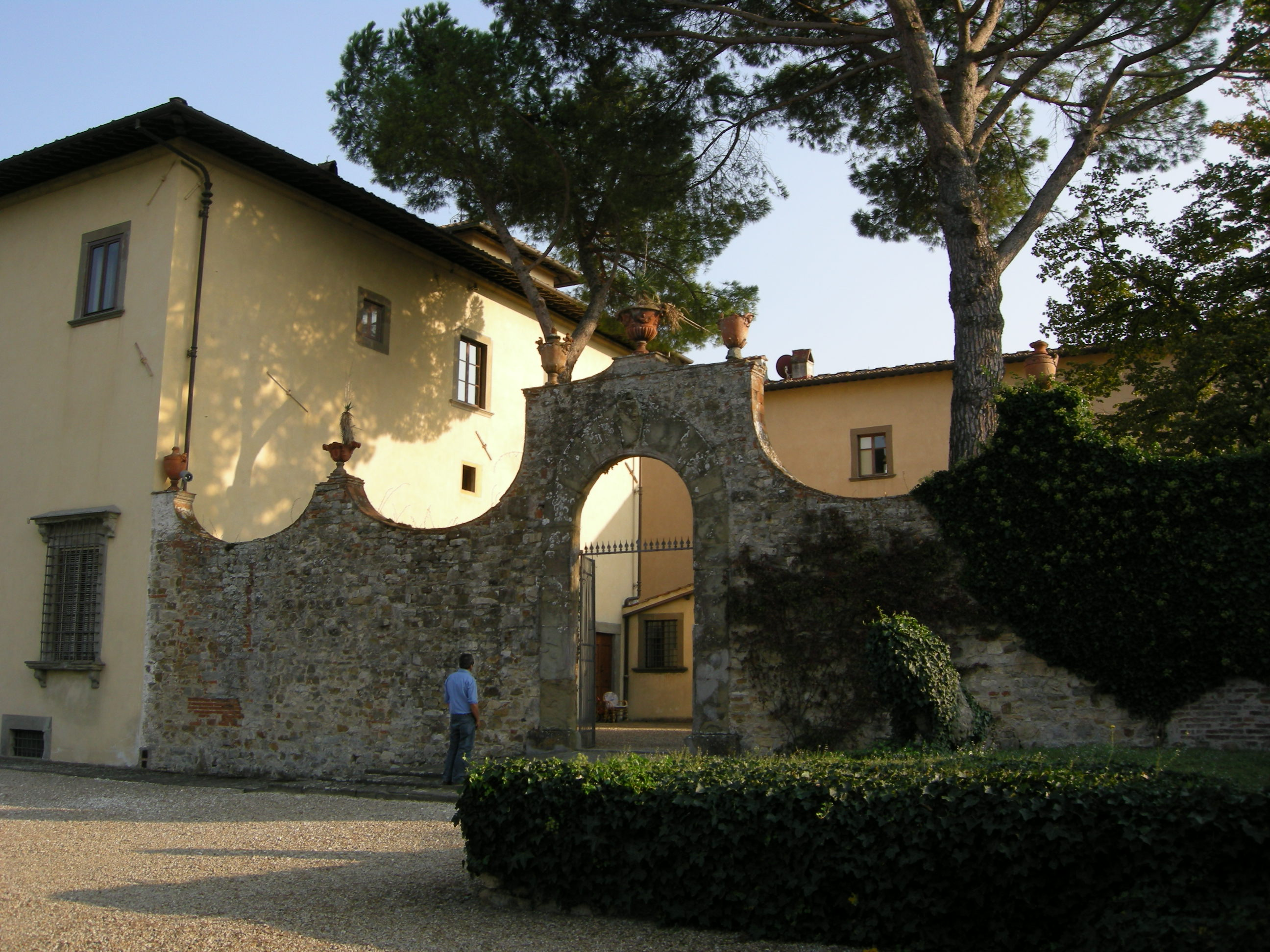
Il retro

Villa La Sfacciata si trova all'interno del comune di Firenze in via Volterrana 82, al confine con il comune di Scandicci, sulla collina di Giogoli, vicino alla Certosa di Firenze. Deve il suo nome alla posizione dominante che la rende ben visibile, con l'inconfondibile torretta, da notevole distanza. Vi si gode dopotutto una vista a 360° che spazia sulla città di Firenze e sui monti che la circondano.

## Storia
Nel catasto del 1427 la proprietà di un palagio turrito su questo sito era della famiglia Vespucci, nel ramo di cadetto di Giovanni di Simone (non quello del celebre Amerigo), anche se la realizzazione della villa vera e propria risale al XVI secolo, quando inglobò le preesistenze delle quali restano oggi scarse tracce. È ricordato come, alle notizie delle scoperte del navigatore, nei possedimenti di tutta la famiglia ci furono numerosi festeggiamenti: la stessa Repubblica di Firenze inviò alle case dei Vespucci alcune lumiere ("fanali") a proprie spese e per conto ufficiale, che potevano essere esposte agli angoli dei palazzi solo per decreto pubblico e che rimasero accese per tre notti. 
Nel 1550 Ippolita di Piero Vespucci si sposò con Bongianni Antinori, portando la Sfacciata in dote. Nel 1627 i nuovi proprietari fecero costruire una cappella rettangolare al limite del giardino murato, con ingresso sulla pubblica strada sormontato da uno stemma bipartito Antinori-Medici. Nello stesso periodo venne anche costruita la nuova limonaia e si procedette a una ristrutturazione e abbellimento generale della villa, culminato con l'affrescatura del grande salone al piano terra, con quadrature architettoniche tra cui figurano alcuni medaglioni con i ritratti degli antenati che avevano ricoperto importanti cariche pubbliche a Firenze. 
Guido Carocci, ne I dintorni di Firenze, registrò come la Sfacciata era a quel tempo nota anche come Poggio o Palazzo Galletto, senza però riuscire a stabilire le origini di questi appellativi. A metà del XIX secolo la villa passò ai Capponi di San Frediano, poi, con il nuovo secolo, ai Facdouelle. Appartenne quindi al tenore Amedeo Bassi e, dal 1938, ai Martelli. 
La torre andò distrutta durante la seconda guerra mondiale, ma venne ricostruita accentuandone le caratteristiche quattrocentesche dall'architetto Nello Baroni.
Nel 1998 la villa e i terreni attigui vennero acquistati metà da Paolo Targetti e metà dalla società Targetti Sankey, che la concede alla Fondazione La Sfacciata Lighting Academy, quale sede della collezione Targetti Light Art, diretta da Amnon Barzel. La Fondazione si occupa di promuovere la ricerca illuminotecnica, la diffusione della cultura della luce e commissiona opere d'arte ad artisti contemporanei realizzate con l'uso di luci artificiali.

## Architettura
Un cancello su via Volterrana immette in un viale ghiaioso rettilineo, affiancato da olivi e giaggioli, che conduce alla villa vera e propria, circondata su tre lati da un'ampia terrazza panoramica tenuta a prato, punteggiata da qualche pino e circondata da un basso muretto continuo. 
La villa ha una forma a "L" e si sviluppa su due piani più mezzanino, con una torre che si innalza in angolo all'intersezione dei bracci. 
L'esterno dell'edificio presenta una serie di finestre rettangolari chiuse da inferriate, con davanzali e architravi rette da mensole in pietra a foglia d'acanto. Il portale d'ingresso, con stemma Vespucci, è preceduto da una doppia scalinata con balaustra in pietra serena.